# 環境工学
環境工学（かんきょうこうがく、英語：environmental engineering）は、さまざまな環境問題を技術的に解決したり、環境を向上させたりする方法を探ろうとする工学の一分野。また、広義には、地球環境問題に限らず、生活環境や地域環境も対象に含む。実際に行われている研究は、「環境工学」というくくりよりは、より細分化された専門分野を活用して環境問題の技術的解決を研究している場合が多い。

## 分野
気象学、熱力学、建築環境工学、都市環境工学、室内環境学、音響学、公衆衛生学、衛生工学、環境化学、環境都市工学、環境安全工学、沿岸環境学、農業環境工学、構造安全学、風工学、化学物質学、エネルギー工学などを含む。